# Erdbogen
Erdbogen, englisch ground bow, ground harp, earth bow, französisch arc en terre, ist ein einfaches Saiteninstrument, dessen Saite an einem in den Erdboden gesteckten biegsamen Holzstab als Saitenträger und einer über einer Grube liegenden Membran meist aus Baumrinde oder einer Blechplatte befestigt ist. Das ausgegrabene Erdloch dient als Resonanzraum zur Schallverstärkung. Der Musiker erzeugt unterschiedliche Tonhöhen, indem er mit einer Hand den Holzstab biegt, um die Saite mehr oder weniger stark zu spannen, und sie mit der anderen Hand zupft. Stationäre Erdbögen stehen wie tragbare Musikbögen am Anfang der geschichtlichen Entwicklung der Saiteninstrumente. Der Erdbogen ist hauptsächlich von einigen Regionen in Zentralafrika (darunter Demokratische Republik Kongo und Zentralafrikanische Republik) und Ostafrika (Uganda) bekannt. Weitere Verbreitungsgebiete liegen oder lagen in der Karibik, in Westafrika und im südlichen Afrika (Simbabwe und in Südafrika bei den Venda). Er gehört nach der Hornbostel-Sachs-Systematik zu den Harfen.
Bei der verwandten Erdzither (englisch ground zither, französisch cithare en terre), deren Resonator gleichfalls aus einem Erdloch besteht, ist die an beiden Enden am Erdboden befestigte und über in den Boden gesteckte Pflöcke geführte Saite durch eine kürzere Schnur in der Mitte mit der Membran über der Grube verbunden. Die instrumentenkundlich den Brettzithern zuzuordnende Erdzither ist vereinzelt in Zentralafrika (Kongo), Madagaskar und vor allem in Südostasien (Vietnam) anzutreffen.

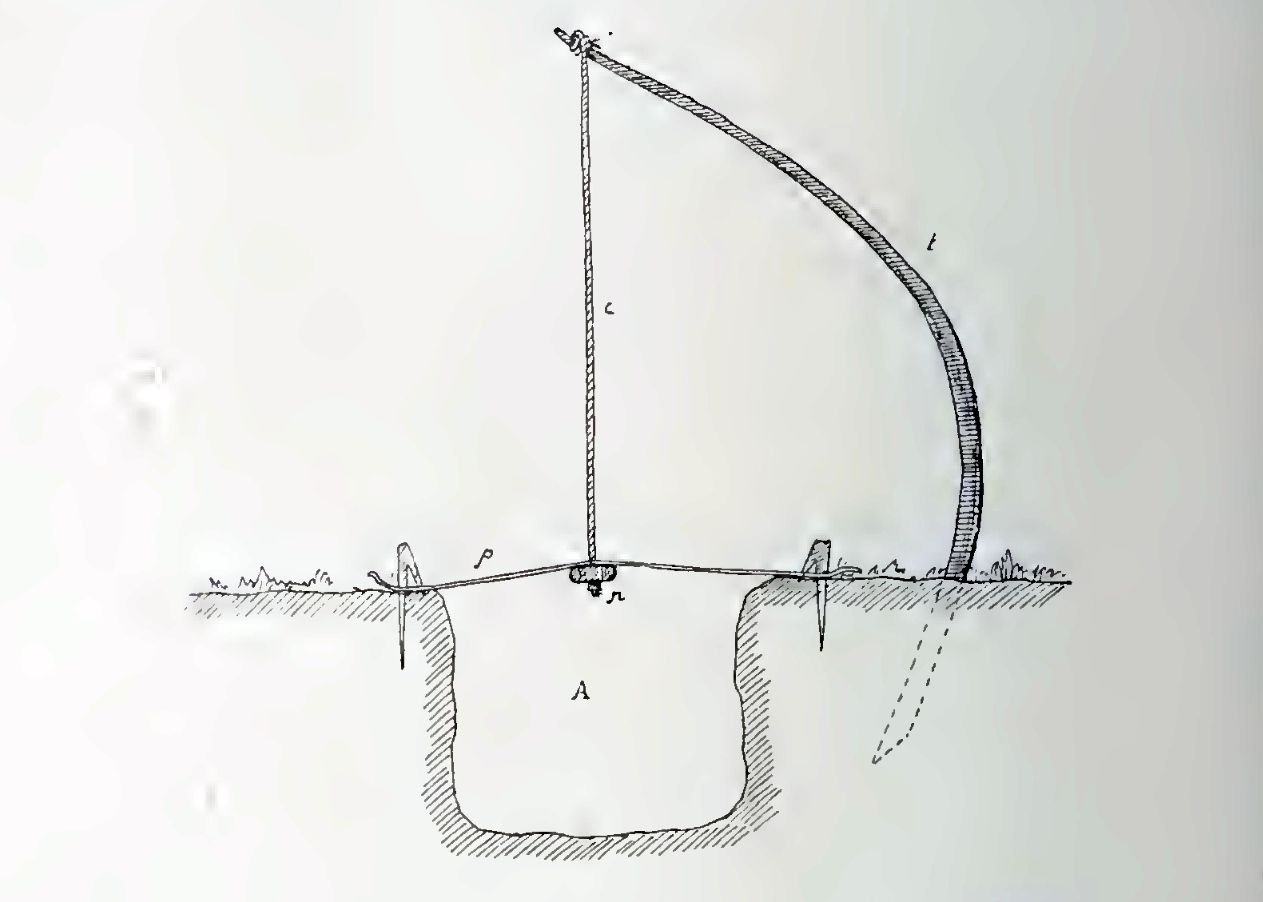
Skizze des Erdbogens dyulu tama der Malinke in Guinea, C. Maclaud 1908

## Herkunft

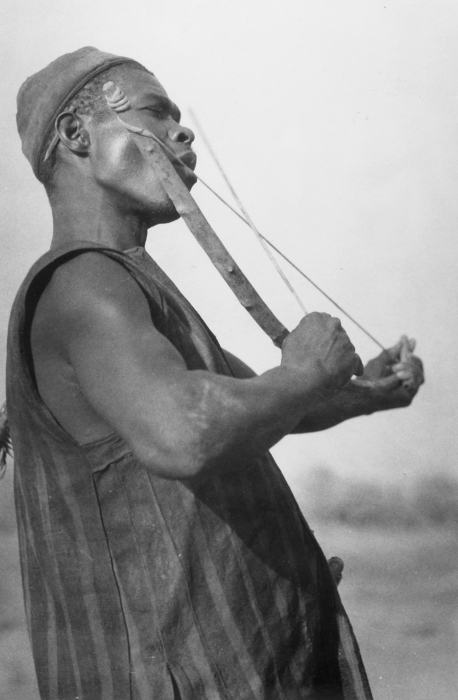
Ein Sanan in Burkina Faso spielt einen Mundbogen.

Charles Darwin (1871) ergänzt sein Diktum: „Da weder die Freude an dem Hervorbringen musikalischer Töne noch die Fähigkeit hierzu von dem geringsten Nutzen für den Menschen in Beziehung zu seinen gewöhnlichen Lebensverrichtungen sind, so müssen sie unter die mysteriösesten gerechnet werden.“ um die Feststellung, dass die Frühmenschen, bevor sie sich durch Sprache artikulieren konnten, mit ihren Stimmorganen verständigten und die Frauen mit ihren „lieblicheren Stimmen...zuerst musikalische Kräfte erlangten, um das andere Geschlecht anzuziehen.“
Nützlichkeitserwägungen, die die Gesangsstimme als ursprüngliches Signalinstrument beschreiben und für die Herstellung von Musikinstrumenten ausschlaggebend gewesen sein sollen, wurden auch von Musikhistorikern vorgebracht. Für Curt Sachs (1940) steht bei den altsteinzeitlichen Jägern aber nicht die Verwendung von Signal- oder Geräuschinstrumenten für die Jagd oder für musikalische Zwecke, sondern als lebenssichernde magische Hilfsmittel im Vordergrund. Nicht Form oder Material, sondern sein Klang bestimmt die magische Qualität eines Musikinstruments, wie Sachs für das Beispiel des Schwirrholzes ausführt.
Neben Theorien, die für jedes Musikinstrument eine eigene, mehr oder weniger unabhängige Entwicklungsgeschichte vorschlagen, gibt es auch ein Modell, wonach alle Musikinstrumente auf denselben Ursprung zurückgehen. Demnach stehen die frühesten Klangerzeuger der Altsteinzeit mit Gerätschaften für die Jagd in Beziehung oder hatten mit der Ausübung der Jagd zu tun. Hierunter fällt vor allem der einfache Mundbogen, der sich aber auf prähistorischen Felszeichnungen nicht zuverlässig von einem Jagdbogen unterscheiden lässt und auch in seiner heutigen Verwendung etwa bei den ǃKung im südlichen Afrika nichts anderes als ein umfunktionierter Jagdbogen ist. Außerdem sollten die frühesten Klangerzeuger (wie Gefäßflöten) Tierstimmen nachahmen, um Beute anzulocken oder (wie Schraper aus Knochen und Schwirrhölzer) Tiere erschrecken, damit sie davonlaufen und in Fallen gefangen werden. Schließlich dienten Signalinstrumente (Tierhörner und Schneckentrompeten) der Verständigung zwischen weit entfernten Jägern.
Saiteninstrumente gelten als die jüngste Gruppe der Musikinstrumente. In Curt Sachs’ Einteilung der Instrumentenentwicklung gehören sie, vertreten durch Erdbogen, Erdzither und Musikbogen, zum „mittleren Stratum“ der im Unterschied zum „älteren Stratum“ nicht weltweit, sondern in großen Regionen auf mehreren Kontinenten verbreiteten Musikinstrumente. Wegen einer 15.000 bis 13.000 BP datierten Höhlenzeichnung in der Drei-Brüder-Höhle in Frankreich, die nach einer zweifelhaften Interpretation einen Mundbogen spielenden Mann in Tierkleidung zeigt, und wegen ähnlichen Szenen von in Umrissen dargestellten Figuren aus der Zeit des Magdalénien und der nachfolgenden Mittelsteinzeit, gilt der Mundbogen als ältestes Saiteninstrument. Erdbögen gehören ebenfalls in den Zusammenhang der Jagd. Sie finden sich nicht auf prähistorischen Darstellungen, ihre frühe Verwendung wird aber aus seit dem 19. Jahrhundert vorliegenden ethnologischen Beobachtungen gefolgert. Die für Tierfallen am Pfad der Wildtiere ausgehobene Grube entspricht dem Loch des Erdbogens und ist mit labilen membranartigen Stoffen wie Rinde oder Tierhaut abgedeckt, damit das Tier einbricht, wenn es darauftritt. Die mittig auf der Membran befestigte Schnur wird beim Erdbogen in Schwingungen versetzt und bei der Fallgrube hält sie die Abdeckung in ihrer Position, bis das Tier mit dem Kopf oder einem Fuß die Schnurschlinge von ihrer Befestigung löst und mitsamt der Abdeckung einbricht.
Vielleicht begann ein Jäger an der Fallenschnur zu zupfen und erfand so den Erdbogen. Der Nachteil des Erdbogens ist sein nur stationär möglicher Gebrauch, weshalb Jeremy Montagu in Erwägung zieht, dass er sogar älter als der von einem Ort losgelöste Musikbogen sein könnte. Falls Mutmaßungen über die zeitliche Abfolge für möglich gehalten werden, dann gelten die für das menschliche Grundbedürfnis Jagd notwendigen Geräte Bogen und Falle gegenüber den gleichartigen Klangerzeugern Musikbogen und Erdbogen als älter.

## Weiterentwicklung

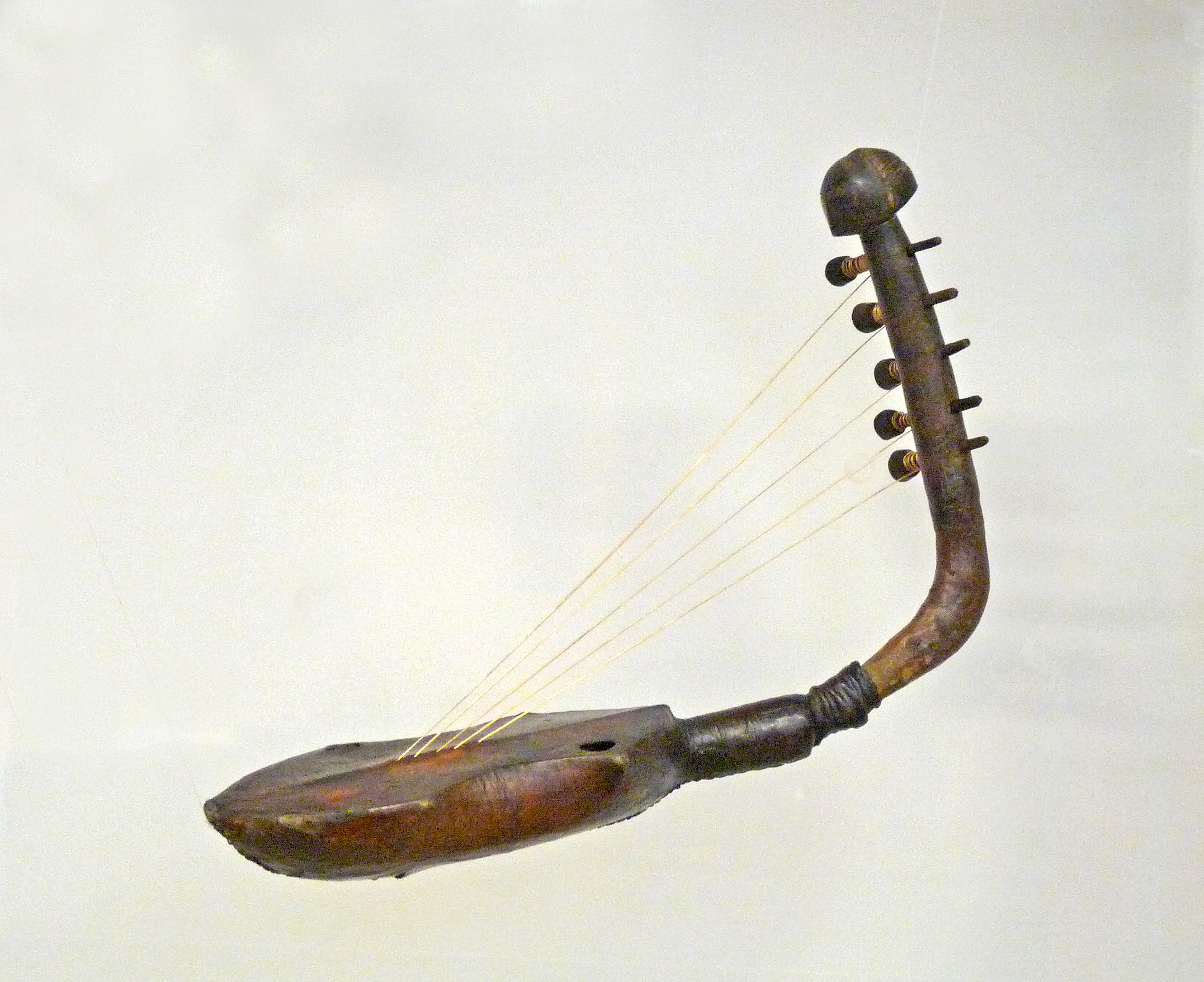
Bogenharfe kundi der Azande. Die Saitenebene einer Harfe verläuft rechtwinklig zur Korpusdecke.

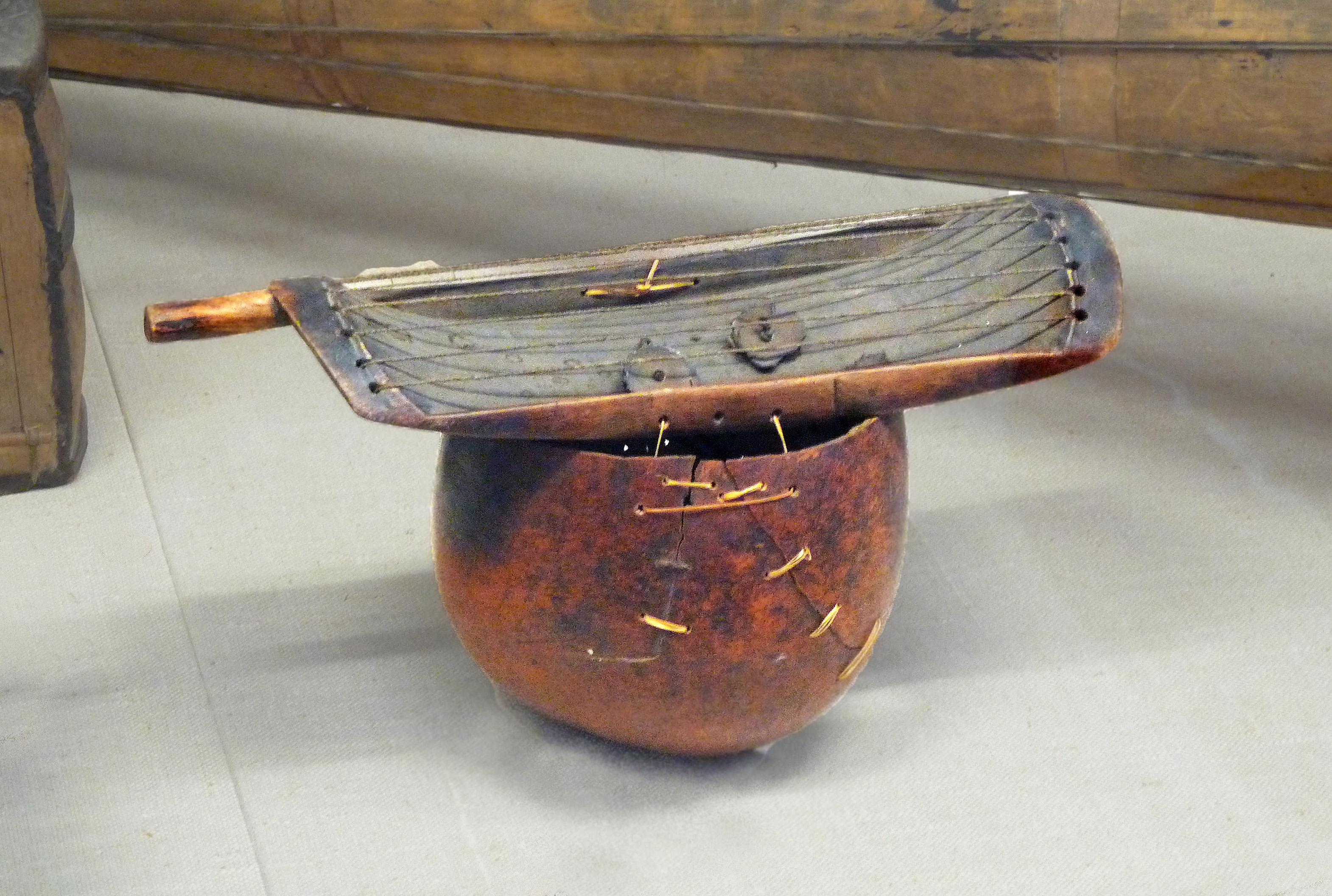
Sechssaitige Trogzither auf eine Kalebasse gebunden. Sprachgruppe Shi um Bukavu im Osten der Demokratischen Republik Kongo. Koninklijk Museum voor Midden-Afrika, Tervuren

Zweifellos stehen die beiden einsaitigen Musikinstrumente unabhängig ihres nicht konkret fassbaren Alters am Beginn einer langen Entwicklungsgeschichte. Durch ungefähr mittige Teilung der Saite eines Mundbogens mittels einer Stimmschlinge, die mit einem Resonanzkörper verbunden ist, ergibt sich aus dem Mundbogen ein Musikbogen, der zwei Grundtöne produziert und prinzipiell einer Erdzither entspricht, während eine höhere Anzahl von Saiten an jeweils einem biegsamen Saitenträger zu einem Pluriarc führt.
Nach der Hornbostel-Sachs-Systematik gehört der Erdbogen nicht zu den Stabzithern (311), weil bei diesen ein eventuell vorhandener Resonator seitlich und abnehmbar am Stab angebracht ist, und nicht wie die Erdzither zu den Brettzithern (314), sondern zu den Harfen (322), bei denen die Saiten in einem rechten Winkel die Decke des Resonators verlassen. Die seit dem Ende des 4. Jahrtausends v. Chr. in Mesopotamien abgebildete Bogenharfe stellt strukturell einen von seiner Ortsgebundenheit befreiten Erdbogen dar. Diese (europäische) instrumentenkundliche Klassifizierung unterschlägt die musikalisch engere Beziehung zu afrikanischen Musikbögen. Aus anderen Gründen glauben die Baganda in Uganda jedoch, dass ihr Erdbogen sekitulege der historische Vorläufer der achtsaitigen Bogenharfe ennanga gewesen sei.
Allerdings ist die Besonderheit des Erdbogens, dessen Saitenspannung und damit Tonhöhe durch Biegen oder Strecken des Holzstabes in einem weiten Bereich kontinuierlich variabel ist, so nur beim Typus der einsaitigen vietnamesischen Kastenzither đàn bầu erhalten geblieben. An die Stelle des Erdlochs ist bei der đàn bầu ein langrechteckiger Holzkasten getreten, an dessen einem Ende ein beweglicher Stab herausragt, von dem eine Metallsaite schräg über den Kasten bis zu dessen anderem Ende verläuft. Die mit einer Hand am Stab gespannte Saite wird mit der anderen Hand gezupft und produziert hell klingende Glissando-Töne. In China sind mit der duxianqin (yixian qin) und in Japan mit der ichigen-kin ähnliche Instrumente bekannt.
Die đàn bầu liegt beim Spielen auf einem Tisch. Für einen weiteren Entwicklungsschritt hält Curt Sachs (1940) ein tragbares Musikinstrument und erwähnt die in ihrer Tonhöhe ebenfalls stufenlos variable einsaitige Zupftrommel anandalahari in Indien, deren freies Saitenende mit einer Hand beliebig stark gestrafft wird. Die anandalahari wird rhythmisch verwendet und unterscheidet sich konstruktiv und musikalisch deutlich von der đàn bầu, dennoch wurde auf eine mögliche Verbindung der beiden Instrumententypen verwiesen. Die zwei Typen der indischen Zupftrommeln haben als einzige strukturelle Gemeinsamkeit mit dem Erdbogen, dass – entsprechend der Abdeckung mit Rinde über dem Erdloch – ein Saitenende in der Mitte einer Membran (Trommelmembran aus Tierhaut) befestigt ist.
Auf eine gänzlich andere Adaption des Erdbogens macht Klaus Wachsmann (1958) aufmerksam. In Uganda gab es im 19. Jahrhundert den mit dem Finger gezupften Erdbogen sekitulege, der als Kinderinstrument verwendet wurde. In den ersten Jahren des 20. Jahrhunderts machten von der ostafrikanischen Küste kommende arabische Händler die Ugander mutmaßlich mit der arabischen Spießgeige rbāb oder mit einer chinesischen Röhrenspießgeige bekannt. Ein junger ugandischer Musiker soll nun um 1907 den gezupften Erdbogen mit der Idee der gestrichenen Spießgeige verbunden und die ugandische Röhrenspießgeige endingidi erfunden haben. Auf der lauter klingenden endingidi wurden zunächst vom Erdbogen übernommene Melodien gespielt. Typologisch ist der Weg vom Erdbogen zur Spießgeige weniger naheliegend.
Eine in jeder Hinsicht folgerichtige Weiterentwicklung des Erdbogens stellt der Teekistenbass dar, der in Skifflebands in den 1930er Jahren in den Vereinigten Staaten und um 1950 im südafrikanischen Musikstil Kwela populär wurde. Auch wenn der Erdbogen bei den Venda in Südafrika eine lange Tradition hat, wurde der südafrikanische Teekistenbass babatoni offenbar über britische Skiffle-Musiker in den 1950er Jahren oder über amerikanische Soldaten während des Zweiten Weltkriegs eingeführt und damit war die musikalische Rolle des Erdbogens wiederentdeckt. Beim Teekistenbass entspricht der in den Boden gesteckte biegsame Stab des Erdbogens einem Besenstiel, der an einer auf dem Boden stehenden rechteckigen Kiste befestigt ist. Die Saite verläuft von der Spitze des Besenstiels bis zur Mitte der Kistendecke. Mit einem Fuß auf der Kiste zieht oder drückt der Musiker mit der linken Hand am Besenstiel und verändert dadurch die Spannung der Saite, die er mit der rechten Hand zupft. Die Assoziation des Teekistenbass mit dem Erdbogen ist für afrikanische Musiker in vielen Regionen naheliegend, wie Gerhard Kubik etwa 1972 in Uganda erfuhr, als der Bass seiner Kwela-Gruppe aus Malawi mit dem ugandischen Namen für Erdbogen, sekitulegbe, benannt wurde.

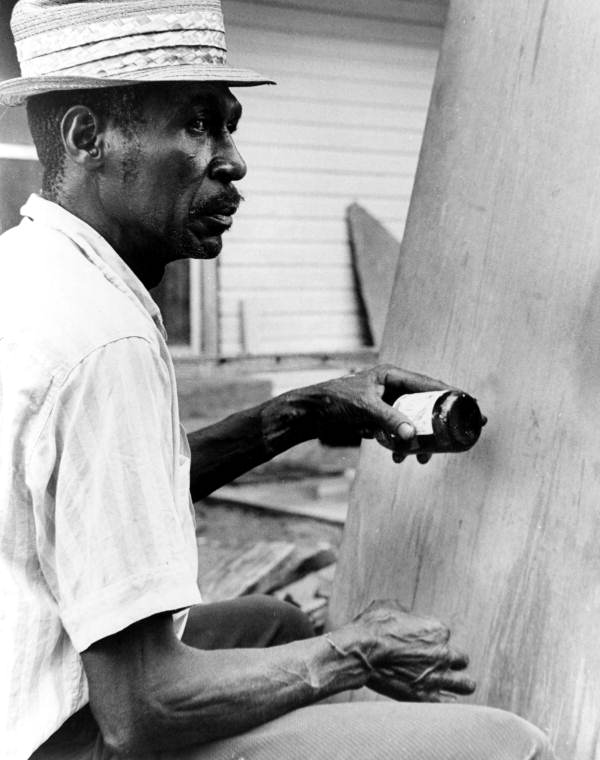
Der Bluesmusiker Moses Williams (1919–1988) spielt diddley bow in Florida.

Der anfangs von Afroamerikanern in den Vereinigten Staaten gespielte Teekistenbass und der Waschwannenbass, dessen Resonator aus einem umgedrehten Blecheimer besteht, gelten dort als Weiterentwicklungen des Erdbogens. Analog wurde der afrikanische Kalebassen-Musikbogen von den Bembe im Osten des Kongo zu einer einsaitigen Brettzither umgestaltet, die von zwei Jungen gespielt wird. Der eine Junge schlägt nach einer Beschreibung von 1954 auf die Saite des am Boden liegenden Instruments, während der andere mit einer Blechdose entlang der Saite streicht, um die Resonanz zu verstärken und die Tonhöhe zu verändern. Dieser Tonerzeugung entspricht in Venezuela die Stabzither carángano, bei der eine Saite über ein Bambusrohr gespannt ist. Ein Spieler schlägt mit Stöckchen die Saite, während ein zweiter eine mit Steinchen gefüllte Kalebasse zur Resonanzverstärkung gegen die Saite hält. Das Instrument wird vor allem von der afrikanischstämmigen Bevölkerung an der Nordküste Venezuelas verwendet.
Carángano heißt auch ein von Afrokolumbianern an der Atlantikküste von Kolumbien gespielter Erdbogen, bei dem das Loch im Boden mit einer Blechplatte abgedeckt ist. Von der Mitte der Blechplatte wird die Saite bis zu einem Pfosten oder einem beliebigen anderen Befestigungspunkt etwa an einer Hauswand gespannt. Der Musiker verkürzt die Saite mit Daumen und Fingern der linken Hand, während er mit einem hölzernen Plektrum in der rechten Hand zupft. Das sehr selten gewordene Zupfinstrument wurde früher hauptsächlich von Frauen zur Gesangsbegleitung gespielt. Eine dem Teekistenbass entsprechende Variante mit einer Holzkiste wird ebenfalls carángano genannt.
Eine einsaitige Brettzither, bei der die Tonhöhe mit einem auf ihr entlang gleitenden Gegenstand glissandoartig verändert wird, ist der Anfang des 20. Jahrhunderts im Delta Blues eingeführte diddley bow. Um diese Zeit kam auch – zunächst unter der afroamerikanischen Bevölkerung – die mit einem Slide gespielte Gitarre auf.
Bei Zithern verlaufen die Saiten parallel über einen Resonanzkörper. Die im Verbreitungsgebiet ostafrikanischer Erdbögen liegenden Trogzithern (inanga in Burundi und angrenzenden Regionen) besitzen anstelle des Erdlochs als Resonanzkörper eine flache Holzschale. Bei der sechssaitigen Trogzither ligombo im Westen Tansanias wird die langrechteckige Holzschale zur Klangverstärkung zusätzlich mittig auf die Öffnung einer topfförmig aufgeschnittenen Kalebasse gelegt.
Ein am Anfang der Entwicklungsgeschichte der Membranophone stehender Gebrauch des Erdlochs ist die Erdtrommel, bei der eine als Membran fungierende, mit Pflöcken über ein Loch gespannte Tierhaut mit Stöcken geschlagen wird. Analog zur Trogzither ligombo war die weitere Entwicklung der Schlagtrommel eine am Boden ausgebreitete und über einen auf dem Boden stehenden Topf gezogene Tierhaut (imbiza und intambula in Südafrika).

## Bauform und Verbreitung
Der Afrikaforscher Georg Schweinfurth überliefert in seinem 1874 veröffentlichten Reisebericht Im Herzen von Afrika die erste Beschreibung eines Erdbogens, den er bei den Bongo (im heutigen Südsudan) fand:

„Jüngere Leute und selbst kleine Knaben sind gerade die leidenschaftlichsten Musiker. ... Oft sitzen sie stundenlang vor einem solchen Bogen, den sie in die Erde eingesteckt haben und dessen Sehne sie über eine mit Rinde verdeckte Grube befestigen, welche sich nebenbei in einem Schalloche öffnet. Indem sie nun die Hand bald an diese, bald an jene Stelle des Bogens legen und mit der andern die Gerte führen, erzeugen sie eine Menge schwirrender und summender, oft ganz hübscher Modulationen.“

Eine frühe Skizzen eines Erdbogens (in Guinea) veröffentlichte C. Maclaud 1908. Günter Tessmann, der nach Reisen in derselben Zeit in Zentralafrika Die Pangwe. Völkerkundliche Monographie eines westafrikanischen Negerstammes (1913) verfasste, teilte seine Beobachtung eines Erdbogens bei Gbaya-Kindern 1914 in einem Brief Erich Moritz von Hornbostel mit, als das Manuskript der Hornbostel-Sachs-Systematik (1914) bereits abgeschlossen war. Darin kommt zwar die Erdzither, aber namentlich noch nicht der Erdbogen vor. Curt Sachs erwähnt ihn erstmals in Geist und Werden der Musikinstrumente von 1929.
Der Erdbogen ist oder war überwiegend in bantusprachigen Gebieten in Subsahara-Afrika verbreitet. Zum engeren Verbreitungsgebiet in Afrika gehören Uganda, die Demokratische Republik Kongo, die Zentralafrikanische Republik und Kamerun, im Westen einschließlich Senegal und Liberia (Fulbe), der Elfenbeinküste, im Osten Tansania (bei den Shambala in den Usambara-Bergen), im Süden Simbabwe, Botswana, Südafrika und Madagaskar.
Die Membran besteht traditionell meist aus einem Baumrindenstück, das heute häufig durch eine Blechplatte ersetzt wird. Der Erdbogen tekpede bei den Dan in der Elfenbeinküste besitzt eine Membran aus mehreren übereinander ausgebreiteten Bananenblättern, auf denen ein aus Lianen gewickelter Ring liegt. Der Ring wird wie allgemein die Membranen durch in den Boden gesteckte hakenförmige Hölzer (Astgabelstücke mit den dünnen Enden nach unten) fixiert. Die Membran kann auch durch am Rand aufgelegte Steine oder wie von Uganda beschrieben durch außen aufgehäufte Erde beschwert werden. Beim dyulu tama der Malinke in der Region Fouta Djallon in Guinea besteht die Membran aus einer Schafhaut.

### Uganda
Wie ein Musikinstrument regional klassifiziert wird, lässt sich in Afrika ungefähr bereits an dem für „Instrument spielen“ verwendeten Verb erkennen. Auf Luganda, der Hauptsprache im zentralen Uganda, umfasst das Verb okuteera (ungefähr mit „schlagen“ zu übersetzen) unter anderem das Spielen von Trommeln (darunter der engoma), Längsflöten (darunter der emubanda), der Trogzither enanga, Musikbögen (egobore und ekindongo), quer geblasene Tierhörner (enzamba und amakondere) und des Erdbogens omujariko. Für Rasseln und Stampfrohre sind andere Verben gebräuchlich.
In den 1940er Jahren war nach Beobachtungen von Klaus Wachsmann der Erdbogen in mehreren Varianten in ganz Uganda verbreitet. Der Erdbogen omujariko (auch sekitulege) der Baganda besteht aus einem 130 bis 150 Zentimeter langen biegsamen Ast, der in den Boden gesteckt wird. Das  Erdloch misst etwa 20 Zentimeter auf jeder Seite und ist 25 Zentimeter tief. Zu seiner Abdeckung wird ein Bananenblatt, eine Blechplatte oder ein anderes dünnes Material verwendet. Eine um die Ränder gelegte Reihe von Steinen fixiert die Platte am Boden. Der Musiker kniet seitlich neben dem Instrument, zupft die Saite mit dem Zeigefinger der rechten Hand und bewegt mit der linken Hand den Stab, um die Saitenspannung zu ändern. Bei einer damals seltenen Variante war die Saite an einer in das Erdloch gestellten Kalebasse befestigt. Der ugandische Erdbogen wird als Kinderinstrument zum solistischen Spiel oder zur Gesangsbegleitung beschrieben. Um die Mitte des 20. Jahrhunderts wurde von fünf oder sechs Erdbögen sekitulege berichtet, die Jungen der Baganda in einem Ensemble spielen.
Für den Erdbogen der Batoro im Südwesten des Landes gibt Klaus Wachsmann (1953) den Namen ekitulege und für den Kalebassen-Musikbogen bei den dortigen Bakonjo den Namen ekitulenge an. In der Region Busoga (um Jinja am Nordufer des Victoriasees) heißt der seltene Erdbogen nach Berichten um die Mitte des 20. Jahrhunderts musokolome. Der als Kinderspielzeug verwendete Erdbogen ist oder war bei den Lugbara im Nordwesten Ugandas als itikili und bei den dortigen Alur als jigi-jigi und bei den Bagisu im Osten als malaba oder maloba bekannt. Tum kann bei den Lango im zentralen Norden Ugandas den Erdbogen und eine fünf- oder sechssaitige Bogenharfe mit einem Schildkrötenpanzer als Resonanzkörper bezeichnen. Weitere regionale Namen für Erdbögen sind awunene bei den Iteso und musokolome bei den Basoga.
Von einem ungewöhnlichen transportablen Erdbogen wurde aus dem Distrikt Nakaseke in Zentraluganda berichtet. Er besteht aus einem etwa 90 Zentimeter langen Rundholz mit einem Loch an einer Stirnseite, in das der Saitenträger gesteckt wird. Am anderen Ende ist eine Mulde in das Holz eingetieft, um den Hals einer Kalebasse aufzunehmen. Diese wurde mit einem Hautstreifen am Holz festgebunden. Die Saite verläuft von der Spitze des Saitenträgers durch den Hautstreifen, durch die nach oben ragende Rundung der Kalebasse und durch das Rundholz und ist an dessen Unterseite mit einem Zweig verknotet. Die Konstruktion erlaubt einen Vergleich mit der vietnamesischen đàn bầu.

### Kongo

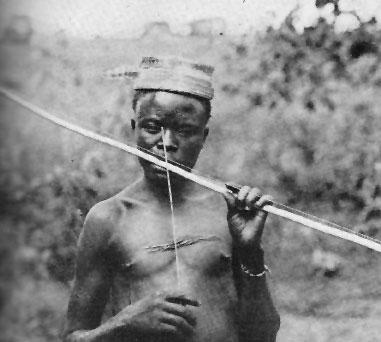
Mundbogen-Spieler in der Provinz Haut-Uele im Nordosten des Kongo, 1942.

Zum großen Spektrum der traditionellen Saiteninstrumente in der Demokratischen Republik Kongo gehören einfache, aus einem biegsamen Saitenträger bestehende Zithern: Mundbögen, Kalebassen-Musikbögen, Erdzithern, Erdbögen; Zithern mit festem Saitenträger: Stabzithern (zeze), Brettzithern, Trogzithern (enanga), Floßzithern (totombito) und zusammengesetzte Saiteninstrumente: mehrere Bogenlauten (Pluriarc, lukombe und ähnlich), Bogenharfen, symmetrische Leiern und mehrere Halslauten.
Jean-Noël Maquet (1956) beschreibt die Spielweise des Erdbogens bei den Azande im Norden des Kongo. Demnach wird eine etwa zwei Meter lange, an einem flexiblen Stab befestigte Rattanschnur mit Daumen und Zeigefinger der linken Hand verkürzt, während der Spieler mit einem Stöckchen in der rechten Hand abwechselnd auf die Saite und auf die aus Rinde bestehende Membran schlägt. Bei einer Variante des Instruments werden zwei Saiten verwendet und mit beiden Zeigefingern gezupft.
Bei den Baluba in der südkongolesischen Region Katanga spielten früher Jugendliche den kleineren Erdbogen nkutu kubidi. Der elastische Stab wurde etwa einen halben Meter neben dem Erdloch in den Boden gesteckt, das mit einem Rindenstück des muyeye-Baums abgedeckt war. Die Membran wurde durch Holzpflöcke mit hakenförmigem Ende am Boden gehalten. Die durch das mittige Loch gezogene Saite aus gedrehten Palmenfasern wurde mit einer Holzscheibe unter der Membran fixiert.
Alan P. Merriam (1959) teilt nach der seinerzeitigen Literatur die kongolesischen Musikinstrumente in die kulturellen Kategorien sakral und profan ein; letztere bestehend aus Trommeln, Schlitztrommeln, Musikbögen, Erdbögen, Leiern, Bogenharfen und Elfenbeintrompeten.
Bei den Momvu in der nordöstlichen Provinz Ituri heißt der Erdbogen lautmalerisch babakungu und seine Saite wird mit Daumen und Zeigefinger gezupft oder einem Stäbchen angeschlagen. Zwei über die Membran gelegte Holzstangen werden durch jeweils zwei Astgabelstücke am Boden fixiert. Der Erdbogen gilt den Momvu als Nachbildung einer Tierfalle und wird bei Jagdritualen verwendet. Andere Ethnien im Kongo wie die Mongo (Nkundo) im Nordwesten des Landes nennen Erdzithern unter anderem kudrekene, kakalari, nedongu, kudrugu und kikilo. Das Erdloch hat typischerweise einen Durchmesser von 20 Zentimetern und ist 25 bis 30 Zentimeter tief. Das Rindenstück wird mit Holzpflöcken am Boden festgenagelt. Zwei Jungen schlagen mit je zwei Stöckchen auf die Saite. Ein Bericht von 1960 führt unter itumbolongonda sowohl einen Erdbogen als auch einen Mundbogen der Mongo und unter kungunangu einen Erdbogen der Mündü-Sprecher (Mondo) in Faradje (Provinz Haut-Uele) an.
Pygmäen in der nordöstlichen Provinz Haut-Uele spielen als einzige in ihrer Umgebung den Erdbogen papakungbu, bei dem die Saite mit einem Holzstab unter der Rinde befestigt ist. Sie wird mit den Fingern gezupft. Am Nepoko-Fluss in der Provinz Ituri nennen Pygmäen den mit einer Rattanfaser bespannten Erdbogen igbombo, der zur Gesangsbegleitung dient.

### Zentralafrikanische Republik

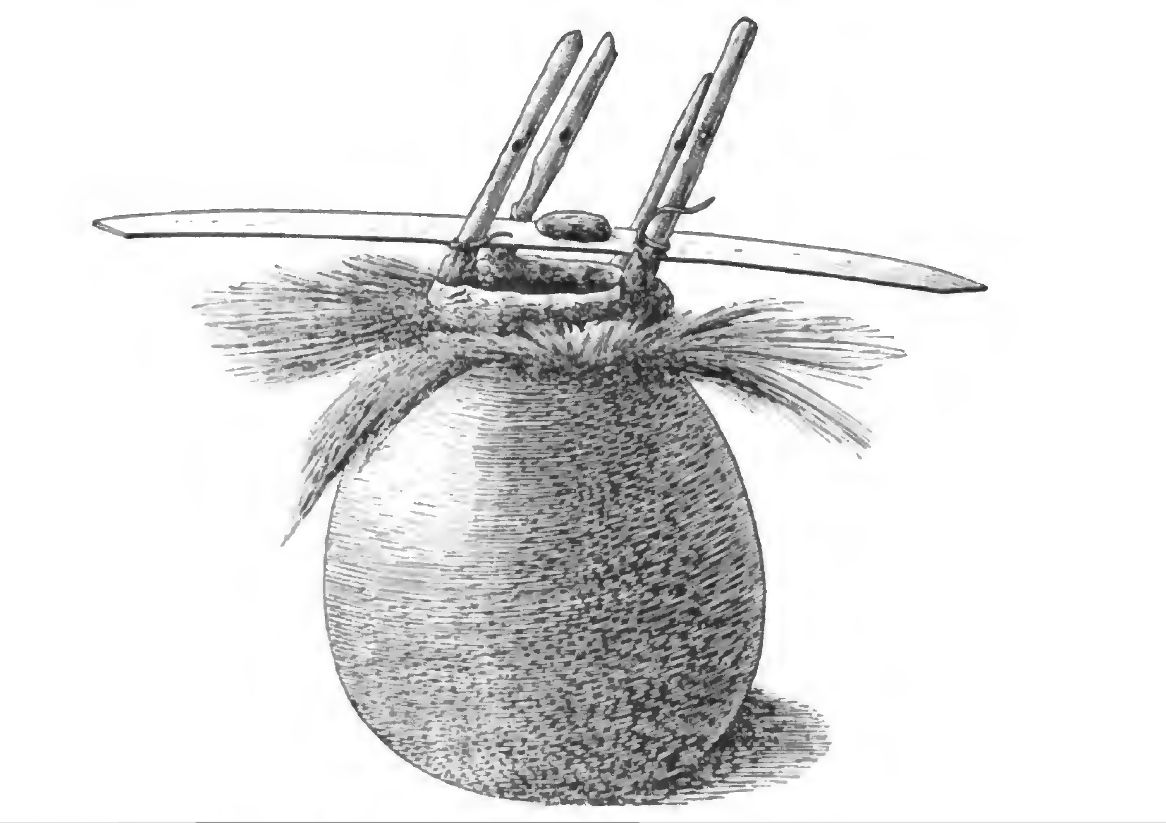
Ein-Ton-Xylophon limba mit Kalebassen-Resonator der Manganja im Süden von Malawi. Anderer Name mbila. Zeichnung von Bernhard Ankermann, 1901. Beim Mpiemo-Saiteninstrument wird anstelle der Klangplatte ein Saitenpaar angeschlagen.

Bei den Banda in der Zentralafrikanischen Republik heißt der Erdbogen mit einer Membran aus Baumrinde kevandingenda. Wie bei den Momvu im Kongo wird die Membran durch zwei aufgelegte Holzstangen und Astgabelstücke festgehalten und wie beim dyulu tama der Malinke diente der Erdbogen den Banda als akustische Vogelscheuche in der Zeit vor der Ernte.
Der von Jungen gespielte Erdbogen der Baka-Pygmäen entspricht in seiner Form und Funktion demjenigen der Banda. Die Membran besteht aus einem Rindenstück, einer Blechplatte oder einem alten Topfdeckel. Als Saite dient eine Liane oder eine Nylonschnur (Angelschnur). Sie wird mit dem Finger gezupft, während die andere Hand den Saitenträger auf oder ab bewegt.
Die Mpiemo-Sprecher in der Präfektur Sangha-Mbaéré im Südwesten des Landes verzichten bei ihrem Erdbogen angendeng Maurice Djenda (1968) zufolge völlig auf einen Resonator. Das untere Ende der an einem um 60° gekrümmten Ast befestigten Saite wird einfach mit einem Pflock in die Erde gesteckt.
Eine Variante zwischen Erdbogen und Erdzither ist eine 1966 von Gerhard Kubik und Maurice Djenda bei den Mpiemo-Sprechern beobachtete Schnur, die um einen Pflock geschlungen, von einem Spieler an beiden Enden waagrecht über einen Topf gehalten und vom zweiten Spieler mit Stöcken geschlagen wird.
Die Gbaya-Bokoto, eine ethnische Untergruppe der Gbaya, verwenden den ungewöhnlichen Erdbogen korongoe (korongwe), dessen unteres Saitenende in ein Loch im Boden einer auf der anderen Seite offenen Blechbüchse gezogen und mit einem Knoten oder einem Hölzchen befestigt wird. Der jugendliche Spieler zieht die Dose mit der Öffnung nach unten bis auf Grund des etwa 20 Zentimeter tiefen und 25 bis 30 Zentimeter breiten Erdlochs und spannt dadurch die an einem Ast befestigte, über 80 Zentimeter lange Saite. Während des Spiels hält er die Dose mit seinen Füßen fest. Mit dem Zeigefinger der rechten Hand zupft er die Saite und verkürzt sie mit Daumen und Zeigefinger der linken Hand.

### Westafrika
Der Name dyulu tama (französische Umschrift dioulou-tama) für einen Erdbogen der Malinke in der Region Fouta Djallon in Guinea bedeutet „Saiten-Trommel“. Das zylindrische Erdloch ist nach der Beschreibung vom Anfang des 20. Jahrhunderts ungefähr 40 bis 50 Zentimeter tief und hat einen ähnlich großen Durchmesser, der mit einer Schafhaut überdeckt ist. Die Membran wird am Rand von hakenförmigen Pflöcken am Boden gehalten. Durch die Zugspannung der an einem Loch in der Mitte mit einem Kalebassenstück befestigten Saite wird die Membran etwas nach oben gezogen. Die Saite aus Palmfaser ist etwa einen Meter lang. Wenn sie mit einem weichen Seilbündel angeschlagen wird, produziert sie einen dumpfen Ton. Wird hingegen mit der mit Harz bestrichenen Hand entsprechend einer Schnur-Reibtrommel entlang der Saite gestrichen, so entsteht ein lauter Heulton, der virtuos mit dem Schlagton kombiniert werden kann. Bei einem anderen, zur Tanzbegleitung verwendeten Erdbogen war die Fellmambran durch eine Blechplatte ersetzt.
Die in der Elfenbeinküste lebenden Dan zupfen ihren Erdbogen tekpede mit dem rechten Zeigefinger am unteren Drittel der Saite und gewinnen drei Tonhöhen, indem sie den Saitenträger in der Ausgangsposition belassen, mit der linken Hand strecken oder stärker biegen.

### Südliches Afrika
In Simbabwe wird der Erdbogen dzikamunhenga oder kambuya-mbuya genannt. Als Saite dient ein Draht und als Membran eine Blechplatte. Sehr wenige männliche Musiker in Simbabwe spielen einen Erdbogen neben dem Mundbogen chipendani, deren zusammengehörende musikalische Tradition sich von der des südafrikanischen Frauen-Mundbogens umqangala unterscheidet. Während das schwindende Interesse an Musikbögen und anderen traditionellen Musikinstrumenten seit langem beklagt wird, gilt der Erdbogen im südlichen Afrika als nahezu ausgestorben. Das Repertoire des früher von jungen Hirten, älteren Männern und Frauen gespielten chipendani umfasst ein breites Spektrum von Liedern über Rinderzucht, Brautwerbung und Heirat. Manche Musiker setzen ihn auch beim Besessenheitskult Mashawe ein. Rinder gehören bei den Shona zu den Hochzeitsverhandlungen, denn sie werden von der Familie des Bräutigams als Brautpreis (roora oder lobola) übergeben. In einem Lied für den Erdbogen mit dem Titel Kuramba murume ane mombe („einen Mann, der Rinder besitzt, zurückweisen“) wird die Verbindung von Rindern, Wohlstand und Heirat thematisiert.
Im Standardwerk zur südafrikanischen Musik von Percival Kirby, The Musical Instruments of the Native Races of South Africa (1934), wird der Erdbogen nicht erwähnt. Erst John Blacking (1965) führt den offenbar einzigen Erdbogen Südafrikas der Venda namens kalinga oder galinga in die Literatur ein. In den 1980er Jahren fand Jaco Kruger lediglich einige ältere Männer, die in ihrer Jugend einen Erdbogen gesehen hatten, aber kaum jemand, der damit spielen konnte. Früher bestand der Venda-Erdbogen aus einem bis zu zwei Meter langen Ast, der in den Boden gesteckt wurde, falls nicht ein an einem Gehölz wachsender Zweig zur Verfügung stand. Die Saite (lurale) wurde aus gedrehten Sehnen, seltener aus Pflanzenfasern und gelegentlich auch aus Draht angefertigt. Der Draht wurde auf seiner gesamten Länge mit Ochsenschwanzhaaren umwickelt. Im einfachsten Fall wurde die Saite durch ein Loch in einer als Membran dienenden Blechplatte gezogen und an einem Stein am Boden der Grube festgebunden. Ansonsten wurde eine zum Worfeln verwendete Korbschale (luselo) umgedreht auf die Grube gelegt, mit Holzpflöcken am Boden fixiert und die Saite daran festgebunden. Häufiger platzierte man eine große Kalebasse mit der Öffnung nach oben in das Erdloch und stampfte sie am Rand mit Erde fest. Die Saite wurde mittig an einem quer durch die Kalebasse gesteckten Holzstab festgebunden. Eine Neuerung der 1920er und 1930er Jahre war ihr Ersatz durch große Blechkanister. Der Musiker bewegte den Ast mit der linken Hand und schlug mit einem Stock in der rechten Hand bevorzugt auf das bodennahe Ende der Saite, um eine andere Klangfarbe zu erzeugen auch weiter oben in der Mitte der Saite. Die kalinga diente früher als rhythmische Begleitung von Chorgesängen.
Den Resonanzraum eines offenen Gefäßes nutzt in Botswana die mit einem Bogen gestrichene einsaitige Schalenzither segankuru aus. Wie bei der modernisierten kalinga besteht ihr Resonator aus einem offenen Blechkanister, der aber in diesem Fall über das obere Ende des Instruments gestülpt wird. Der typische Erdbogen ist in Botswana als mafata-iswaneng bekannt. Die an verschiedenen Stellen mit einem Stöckchen geschlagene Saite bringt einen weit hörbaren Ton hervor.

### Madagaskar
Auf Madagaskar ist die hauptsächlich früher in Vietnam und auf der Malaiischen Halbinsel vorkommende Erdzither bei der Volksgruppe der Merina unter dem Namen amponga fandrotrarana („Quecken-Gras-Trommel“) oder amponga tany („Erdtrommel“) bekannt. Die Besonderheit dieser Erdzither, die von Kindern beim Viehhüten gespielt wurde, sind zwei Erdlöcher nebeneinander und auf deren Membranen aufgestellte Hölzer, über welche die Saite verläuft. Curt Sachs (1938) weist darauf hin, dass eine entsprechende Brettzither mit zwei Stegen nur in Indonesien (auf der Insel Madura) vorkommt. Einige andere madagassische Musikinstrumente – wie die Bambusröhrenzither valiha – haben eine eindeutig südostasiatische Herkunft.
Außerdem kommt auf Madagaskar der Erdbogen vor, den die Tanala, eine Ethnie im Südosten der Insel, pitikilangy nennen. Über ein etwa 30 Zentimeter tiefes Erdloch wird ein Stück harongana-Rinde (Harungana madagascariensis) gelegt, das über einem Rahmen aus verbundenen Bambusröhren gespannt ist. Die Membran wird von Holzpflöcken am Boden gehalten. Der in den Boden gesteckte Ast ist rund 1,5 oder 2 Meter lang. Nach einer anderen Beschreibung ist das Erdloch nur 12 Zentimeter tief und misst 20 Zentimeter im Durchmesser. Aus der Gegend von Toliara wurde im ersten Drittel des 20. Jahrhunderts von einem wesentlich kleineren Erdbogen mit einem nur 50 Zentimeter langen Saitenträger berichtet.

### Mittelamerika
Nach allgemeiner Ansicht gab es in Mittel- und Südamerika in präkolumbischer Zeit (vor 1492) keine Saiteninstrumente. Diese wurden erst ab dem 16. Jahrhundert mit den spanischen Eroberern und Missionaren sowie aus Afrika mit afrikanischen Sklaven eingeführt, die offenbar auch den Erdbogen in die Karibik mitbrachten. Unter den Afrokubanern ist oder war er als kimbumba oder kumbandera bekannt. In ländlichen Gebieten im Osten Kubas heißt der Erdbogen tumbandera. Als Membran wird ein Palmblatt oder heute eher eine Schweinshaut von etwa 40 Zentimetern Durchmesser mit Holzpflöcken am Boden befestigt. Der Saitenträger wird etwa einen Meter entfernt in den Boden gesteckt und ragt mit seiner Spitze bis einen Meter über das Erdloch. Im Westen Kubas waren Erdbögen nicht bekannt.
In Haiti wird der Erdbogen französisch tambour maringouin (tanbou marengwen, auch calorine), entsprechend englisch mosquito drum genannt, eigentlich ein Kinderinstrument in ländlichen Regionen. Harold Courlanders Beschreibung von 1941 erinnert an die afrikanischen Vorbilder: Ein 30 bis 45 Zentimeter tief gegrabenes zylindrisches Erdloch wird mit einer Membran aus Tierhaut, Rinde oder Bananenblättern überdeckt und mit Pflöcken fixiert. Der Spieler zupft die Saite mit den Fingern einer Hand und biegt mit der anderen Hand den elastischen grünen Zweig, an dessen oberem Ende sie befestigt ist. Bei einer tragbaren Variante ist eine Blechdose als Resonator auf ein Brett montiert. Buben und junge Männer spielen zur Unterhaltung gelegentlich zwei oder drei mosquito drums zusammen; rhythmisch begleiten sie sich mit Stöcken, die sie auf ein Brett (assot) oder ein Bambusrohr (cata) schlagen, und vielleicht einer Rassel. Denselben afrikanischen Ursprung hat die Bambusstampfröhre ganbo (granbo) in Haiti.
In Trinidad heißt der Erdbogen tingotalango. Der praktisch verschwundene gayumba (grayumba) in der Dominikanischen Republik wurde zur gesellschaftlichen Unterhaltung und Tanzbegleitung eingesetzt. An der Atlantikküste Kolumbiens lebende Afrokolumbianer spielen den bereits erwähnten, heute äußerst selten gewordenen Erdbogen carángano.